# Lynford
Lynford – wieś w Anglii, w hrabstwie Norfolk, w dystrykcie Breckland. Leży 45 km na zachód od Norwich i 123 km na północny wschód od Londynu.
W 2001 miejscowość liczyła 157 mieszkańców.